# Kuningan (Jakarta)

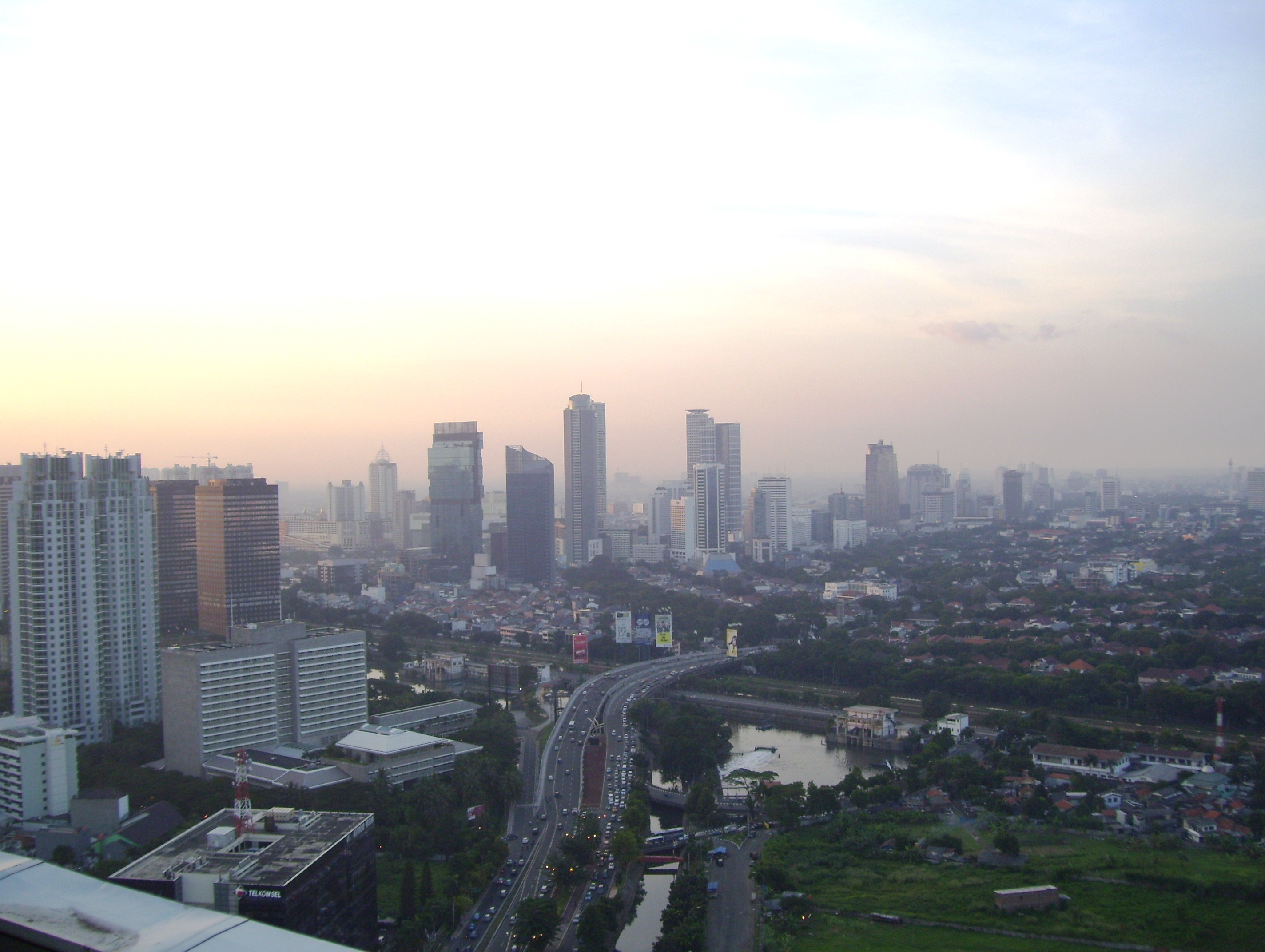
Gezicht op Jakarta vanaf de Menara Imperium Kuningan.

Kuningan (Indonesisch voor messing) is een zakencentrum in Zuid-Jakarta, Indonesië.
In Kuningan bevinden zich naast veel kantoren ook een groot aantal ambassades, onder meer die van Australië, Maleisië, Singapore, Oostenrijk, Polen en Nigeria. Ook bevindt zich hier naast de Nederlandse ambassade, het Nederlandse cultureel centrum Erasmus Huis.
Ook 5 sterren-hotels zoals het JW Marriott en het Ritz-Carlton hebben zich in Kuningan gevestigd.